# St. Antonius (Hambach)

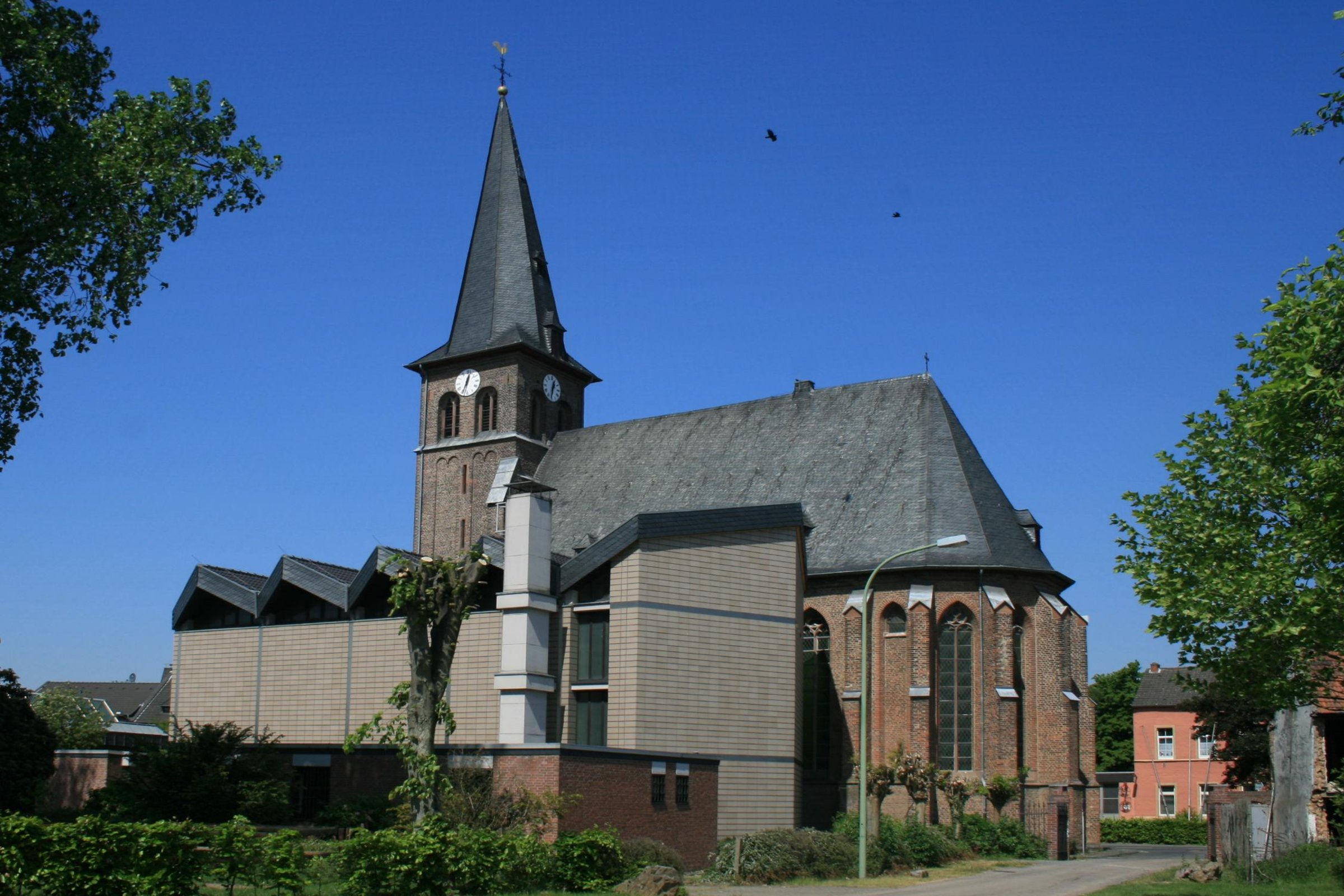
Pfarrkirche St. Antonius

Die römisch-katholische  Pfarrkirche St. Antonius ist ein denkmalgeschütztes Kirchengebäude in Hambach, einem Ortsteil von Niederzier im Kreis Düren (Nordrhein-Westfalen). 
Kirchenpatron ist der hl. Antonius der Große.

## Geschichte
Hambach gehörte ursprünglich zur Pfarre Niederzier, ein kleinerer Teil gehörte zur Pfarre Selgersdorf. Eine eigene Kirche besaß der Ort zunächst nicht, nur das Schloss Hambach besaß eine eigene Kapelle. Eine eigene Kirche erhielt Hambach 1419 und war nun eine Filialgemeinde von St. Cäcilia, Niederzier. Am 22. Februar 1576 erfolgte schließlich die vollständige Abtrennung von Niederzier und Erhebung zur Pfarrei. Kollatoren der Pfarrkirche waren bis zur Franzosenzeit die Herzöge von Jülich.
Während der Reformation versuchten Wiedertäufer in Hambach und Umgebung Fuß zu fassen, was jedoch nicht gelang. Hambach blieb katholisch. Bis 1802 war Hambach Pfarre im Dekanat Jülich im Erzbistum Köln und kam dann an das neu gegründete Bistum Aachen. Das Kölner Erzbistum wurde aufgelöst. 1825 wurde die Erzdiözese Köln wiedererrichtet und das Bistum Aachen aufgelöst, womit Hambach wieder an das Erzbistum kam. Seit 1930 gehört die Pfarre nun wieder zum wiedergegründeten Bistum Aachen.

## Baugeschichte
Da es in Hambach keine Kirche gab, beschloss der Jülicher Herzog Rainald I. eine Kirche für die Hambacher Bevölkerung erbauen zu lassen. Die Jülicher Herzöge besaßen hier ein Jagdschloss. So entstand um das Jahr 1419 der bis heute nahezu unveränderte alte Teil der Pfarrkirche. Die feierliche Konsekration erfolgte erst viel später am 22. Februar 1576 durch den Kölner Weihbischof Theobald Craschel. Zugleich wurde die Filialkirche zur Pfarrkirche erhoben.
In den beiden Jahren 1879 und 1880 wurde die Pfarrkirche gründlich restauriert. Die Leitung hatte der Kölner Architekt Heinrich Wiethase. Dabei wurden u. a. die Maßwerke der Fenster erneuert. Ansonsten blieb die Bausubstanz nahezu unverändert.
Die Schäden des Zweiten Weltkriegs konnten bis 1958 beseitigt werden. Da Hambach nach dem Krieg deutlich an Bevölkerung gewann, wurde die mittelalterliche Pfarrkirche zu klein und ein Erweiterungsbau beschlossen. So wurde 1971 und 1972 an die Südseite der Pfarrkirche ein großer Erweiterungsbau in Beton nach Plänen des Mönchengladbacher Architekten Willi Decker angebaut. Dieser Erweiterungsbau ist mit drei Durchgängen mit der alten Kirche verbunden, die seitdem als Werktagskirche dient.

## Baubeschreibung
Der kreuzrippengewölbte Backsteinsaal liegt mit dem Chor im 7/12-Schluss unter einem gemeinsamen Dach. Der Westturm ist von einer Schieferpyramide bekrönt. Die Blendgliederung ist typisch für niederrheinische Türme der Spätgotik. Die Maßwerke sind erneuert. Die Wirkung des spätgotischen Baus wird erheblich durch den 1972  in Beton errichteten Erweiterungsbau an der Südseite beeinträchtigt. Im Innenraum sind die Wände im Schiff und im Chor durch Nischen gegliedert. Die Schlusssteine sind mit dem Lamm Gottes, dem Antoniuskreuz und den Wappen des Herzog Rainald I. und seiner Frau Maria von Harcourt geschmückt.
Der Erweiterungsbau ist eine moderne dreischiffige Hallenkirche in vier Jochen. Der Chor im Osten ist zweiseitig geschlossen und besitzt die Breite des Mittelschiffs.

## Ausstattung
In der Alten Kirche befindet sich eine neugotische Ausstattung, die nach der Renovierung 1880 angeschafft worden ist. Dazu zählen der Hochaltar mit einer steinernen Mensa und hölzernem Retabel, die 14 Kreuzwegstationen, die Figuren des Herz Jesu, des Herz Mariä, die Muttergottes und der hl. Josef. Erwähnenswert ist auch die historistische ornamentale Ausmalung im Gewölbe und den Fensternischen aus der zweiten Hälfte des 19. Jahrhunderts.
Im neuen Teil der Kirche befindet sich eine moderne Ausstattung aus den 1970er Jahren. Der Volksaltar wurde nach einem Entwurf des Architekten Willi Decker aus Marmor 1974 geschaffen. Das Hängekreuz im Altarraum ist eine Bronzeguss von Künstler Peter Bücken aus Kohlscheid von 1974. An der Nord- und Südwand befindet sich eine ornamentale Malerei die der Künstler und Glasmaler Ernst Jansen-Winkeln um 1980 geschaffen hat.

## Orgel
Die Orgel wurde von der Bonner Firma Johannes Klais Orgelbau als MV 87 im Jahr 1898 erbaut und befindet sich in der Alten Kirche. 1955 wurde das Instrument durch die Erbauerfirma umgebaut und in der Disposition stark verändert. Seitdem besitzt sie 15 Register und eine Transmission. Die ursprünglich vollpneumatische Orgel besitzt seit 1955 elektropneumatische Kegelladen.
Die Disposition seit 1955 lautet folgendermaßen:
| I Hauptwerk C–g3 |        |
| Principal        | 8′     |
| Holzflöte        | 8′     |
| Zartflöte        | 8′     |
| Octave           | 4′     |
| Rohrflöte        | 4′     |
| Waldflöte        | 2'     |
| Mixtur           | III-IV |

| II Positiv C–g3  |    |
| Lieblich Gedackt | 8′ |
| Salicional       | 8′ |
| Traversflöte     | 4′ |
| Principal        | 2′ |
| Schalmey         | 8′ |

| Pedal C–f1 |     |
| Subbass    | 16′ |
| Oktavbass  | 8′  |
| Choralbass | 4'  |
| Fagott     | 16′ |

| I Hauptwerk C–g3 |        |
| Principal        | 8′     |
| Holzflöte        | 8′     |
| Zartflöte        | 8′     |
| Octave           | 4′     |
| Rohrflöte        | 4′     |
| Waldflöte        | 2'     |
| Mixtur           | III-IV |

| II Positiv C–g3  |    |
| Lieblich Gedackt | 8′ |
| Salicional       | 8′ |
| Traversflöte     | 4′ |
| Principal        | 2′ |
| Schalmey         | 8′ |

| Pedal C–f1 |     |
| Subbass    | 16′ |
| Oktavbass  | 8′  |
| Choralbass | 4'  |
| Fagott     | 16′ |

## Glocken
Im spätgotischen Glockenturm befinden sich 5 Glocken aus Bronze. Älteste und größte Glocke ist die Antoniusglocke aus dem Jahr 1419. Sie ist eine Gemeinschaftsarbeit der beiden Kölner Glockengießer Christian Kloit und Johann Wael. Die zweitälteste und kleinste Glocke goss Christoph von Trier im Jahr 1672. Er war Mitglied der bekannten Aachener Glockengießerfamilie Von Trier. Die drei mittleren Glocken wurden 1973 von Johannes Mark, Inhaber der Eifeler Glockengießerei Mark, in Brockscheid gegossen.
| Nr. | Name     | Durchmesser (mm) | Masse (kg, ca.) | Schlagton (HT-1/16) | Gießer                                                   | Gussjahr |
| 1   | Antonius | 1.330            | 1.530           | e'                  | Johann Wael & Christian Kloit                            | 1419     |
| 2   | -        | -                | -               | g'                  | Johannes Mark, Eifeler Glockengießerei Mark, Brockscheid | 1973     |
| 3   | -        | -                | -               | a'                  | Johannes Mark, Eifeler Glockengießerei Mark, Brockscheid | 1973     |
| 4   | -        | -                | -               | c"                  | Johannes Mark, Eifeler Glockengießerei Mark, Brockscheid | 1973     |
| 5   | -        | 720              | 225             | e"                  | Christoph von Trier, Aachen                              | 1672     |

## Pfarrer
Folgende Pfarrer wirkten bislang an St. Antonius als Seelsorger:
| von – bis     | Name                                  |
| ------------- | ------------------------------------- |
| vor 1830–1833 | Johann Hommerich                      |
| 1833–1874     | Karl Anton Caspar Ignatius Minderjahn |
| 1874–1886     | Friedrich Engels (Pfarrverwalter)     |
| 1886–1889     | Christian Lussem (Pfarrverwalter)     |
| 1889–1900     | Christian Lussem                      |
| 1900–1908     | Franz Münstermann                     |
| 1908–1934     | Josef Jülich                          |
| 1934–1961     | Heinrich Schafgans                    |
| 1961–1991     | Josef Melchers                        |
| 1992–1993     | Winfried Gehlen                       |
| 1994–2000     | Petro Stanusic                        |
| 2000–2008     | Rick van den Berg                     |
| Seit 2009     | Andreas Galbierz                      |